# Armia Andów

Flaga Armii Andów

Armia Andów (hiszpański: Ejército de los Andes) – wojsko sformowane przez José de San Martína w celu wyzwolenia Chile spod władzy hiszpańskiej. W 1817 wojska te przeszły przez Andy z argentyńskiego miasta Cuyo w Mendozie i rozpoczęły sukcesywny podbój Chile.
Pomysłodawcą utworzenia Armii Andów był San Martín, formacja ta miała według jego zamysłu posłużyć do walki przeciwko rojalistom w Chile. Po tym jak jego projekt uzyskał aprobatę Kongresu z Tucumán rozpoczął on formowanie wojska. Profesjonalne szkolenie trwało od sierpnia 1814 do lutego 1817. Dokładna liczebność Armii Andów jest ciężka do ustalenia, najniższe szacunki mówią o 3 500 żołnierzy, najwyższe zaś o 6000. Armia złożona była główne z Argentyńczyków i niedobitków pochodzących z rozbitej Armii Chile. 
W czasie forsowania Andów, Armia została podzielona na dwie części, Pierwszą, przechodzącą przez przełęcz Los Patos, dowodził Bernardo O’Higgins, natomiast drugą, która przechodziła przez przełęcz Uspallata, dowodził Juan Gregorio de las Heras.
Poza tymi dwoma głównymi zgrupowaniami istniały mniejsze oddziały których zadaniem było zabezpieczenie skrzydeł Armii Andów. Oddziały te złożone były głównie z chilijskich uchodźców. Dowodzili nimi – Juan Manuel Cabot (na północy) i Ramón Freire Serrano (na południu}.
Po przeprawie trwającej 25 dni doszło do spotkania Armii Andów z oddziałami chilijskich rojalistów pod Chacabuco. Bitwa zakończyła się porażką rojalistów.